# الملعب الأولمبي إيف دي مانوار
الملعب الأولمبي إيف دي مانوار (بالفرنسية: Olympique Yves-du-Manoir)‏ هو ملعب كرة قدم متعدد الأغراض يستضيف مسابقات كرة قدم وألعاب القوى، يقع في باريس بفرنسا. تم انشاءه عام 1907 ويتسع لـ 14,000 مقعد.

## أهم الأحداث التي استضافها
يعد أحد الملاعب التي استضافت كاس العالم لكرة القدم 1938 واقيمت المباراة النهائية علي هذا الملعب .

## روابط خارجية
- http://www.racing-metro92.com/en/Club/The_stadium-256.html